# Schildknappe

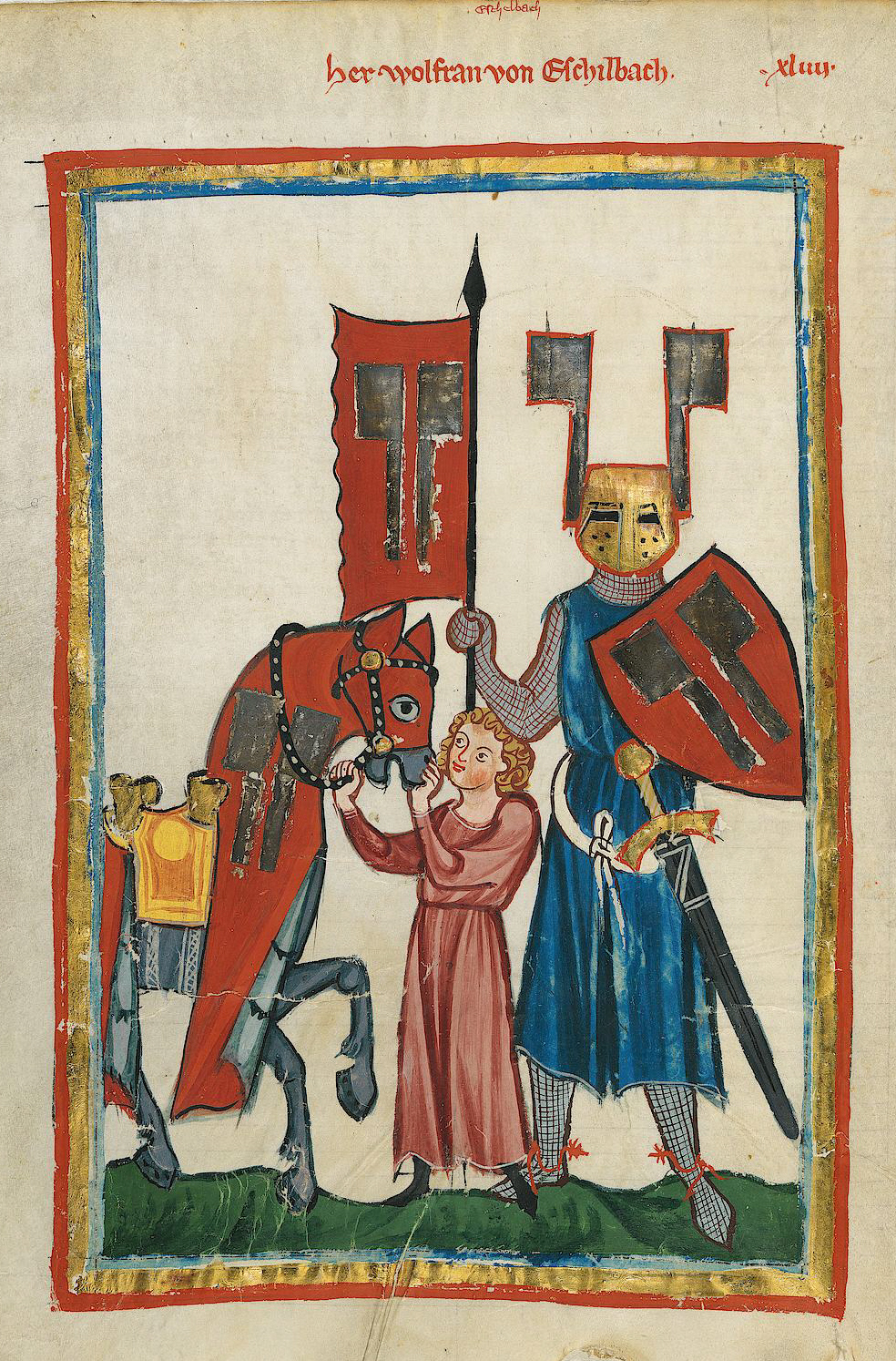
Wolfram von Eschenbach und sein Knappe (Codex Manesse)

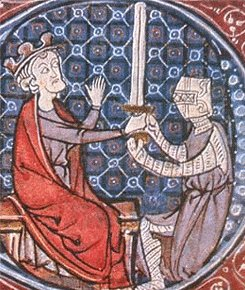
Der schottische König David I. schlägt einen Knappen zum Ritter.

Schildknappe (auch Knappe, Page) hieß im Mittelalter ein ritterbürtiger junger Mann (Edelknabe), der bei einem Ritter das Waffenhandwerk erlernte und Hilfsdienste verrichtete. Weil er seinem Herrn häufig den Schild nachtrug, wurde er auch „Schildträger“ (spätlateinisch scutarius, scutiger, scutifer) oder „Waffen-(Wappen-)Träger“ (armiger) genannt. Auch die Bezeichnung Edelknecht wurde verwendet, die einen vollwertigen niederadeligen Reiterkrieger ohne Ritterwürde bezeichnet.

## Mittelalter
Schildknappen begannen ihre Lehrzeit meist mit dem 7. Lebensjahr als Page, um als Diener erste Erfahrungen im höfischen Umgang und dem Adelszeremoniell zu sammeln. Mit 14 Jahren wurden sie feierlich vom Priester vor dem Altar zu „Knappen“ erhoben; dazu erhielten sie ein geweihtes Kurzschwert.
Die Ausbildung fokussierte nun verstärkt das Erlernen des Waffenhandwerks. Der Knappe musste seinem Herrn beim Anlegen der Rüstung behilflich sein, die Waffen instand halten und die Pferdepflege überwachen. Auf Kriegszügen und zu Turnieren hatte er ihn zu begleiten, ihm die Waffen zu reichen und in jeder Beziehung für ihn zu sorgen. Ausgerüstet mit eigenem Schild, Eisenhut, Kurzschwert, Streitkolben oder Streitaxt, durfte er mitunter selbst am Turnier (insbesondere am Massenkampf, dem Buhurt) teilnehmen. Nur mit Langschwert und Lanze, den den Rittern vorbehaltenen Waffen, durfte er nicht kämpfen.
Bei Turnieren und Schlachten hatte der Knappe seinen Herrn zu unterstützen. Beim Turnier führte ein Knappe dem Ritter das Streitross nach, ein anderer trug Helm, Lanze und Schild (davon ihr französischer Name Ecuyer, Schildträger, Schildknecht, Schildknappe). Im Gefecht hielt der Knappe sich hinter seinem Herrn, um ihm Hilfe zu leisten, wenn er verwundet wurde, ihm ein anderes Pferd oder eine andere Lanze zu reichen oder die gemachten Gefangenen in Verwahrung zu nehmen.
Hatte der Knappe das 21. Lebensjahr erreicht und sich durch Mut und Treue ausgezeichnet, so empfing er gegebenenfalls die Schwertleite beziehungsweise den Ritterschlag.
Zahlreiche Knappen, die aus persönlichen oder wirtschaftlichen Gründen nicht für den Ritterschlag in Frage kamen, dienten im Spätmittelalter als erwachsene und vollständig ausgerüstete Edelknechte in den Truppen und versuchten, ein ritterähnliches Leben zu führen. Diese Gesellschaftsschicht wurde in der frühen Neuzeit in der Regel nicht mehr als Adel anerkannt.

## Neuzeit

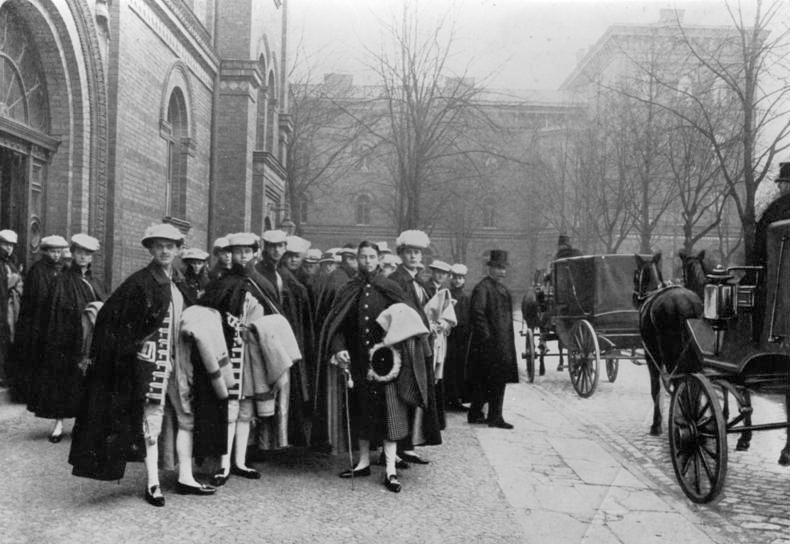
Pagenkorps der Preußischen Hauptkadettenanstalt, 1900

Spätestens seit dem 17. Jahrhundert hatte sich das Schildknappentum infolge der Fortschritte im Militärwesen und des allgemeinen gesellschaftlichen Wandels überlebt (eine Parodie findet sich in der Figur des „Sancho Pansa“ im Roman Don Quijote (ca. 1605) von Miguel de Cervantes) und der Schildknappe wurde zum „Pagen“ oder „Kammerbuben“ – ein junger Adeliger, der kleinere Dienstleistungen unter Aufsicht des Kammerherrn in der Umgebung eines Fürsten verrichtete. Die Pagen wurden bei Hofe erzogen und später Offiziere oder selber Kammerherren. Als im Laufe des 18. Jahrhunderts die Ausbildung des männlichen adeligen Nachwuchses vollständig an Internate wie Kadettenanstalten und Ritterakademien überging, stellten diese ausgewählte Zöglinge der Jahrgangsstufen Oberprima und Selekta als Pagen bei speziellen Tagesanlässen zu Hofdiensten ab. Als besondere Auszeichnung galt der zeitweilige Dienst je zweier Kadetten als „Leib-Pagen“ des Kaisers und der Kaiserin. Die Einrichtung hielt sich in Deutschland, was die Kadettenausbildung betraf, bis zur Novemberrevolution von 1918.
Im Französischen, der Lingua franca an deutschen Adelshöfen, wurde der Schildknappe als damoiseau bezeichnet. Das Wort wird von dem in dieser Form nicht schriftlich überlieferten lateinischen Wort domnicellus (im Sinne von junger adliger Herr) hergeleitet und taucht später schriftlich erstmals in seiner altfranzösischen Form, damoisel, auf, etymologisch verwandt mit damoiselle (junge adlige Dame). Es nahm im 18. Jahrhundert, in Deutschland wie in Frankreich, die Bedeutung eines Schimpfwortes für Schöntuer, Jungfernknechte und Gecken an.